# Classe Barceló (patrouilleur)
Pour les autres classes de navires du même nom, voir Classe Barcelo et Barcelo.
La classe Barcelo (clase Barceló en castillan) est une série de six navires de surface espagnols de type patrouilleur rapides fabriqués entre 1975 et 1977. Cette classe a été conçue pour des actions rapides le long du littoral. Le dernier patrouilleur a été retiré du service par l'Action Maritime de Cadix (AMARDIZ) en février 2010. Ils ont été remplacés par la Classe Meteoro.

## Amiral Barcelo

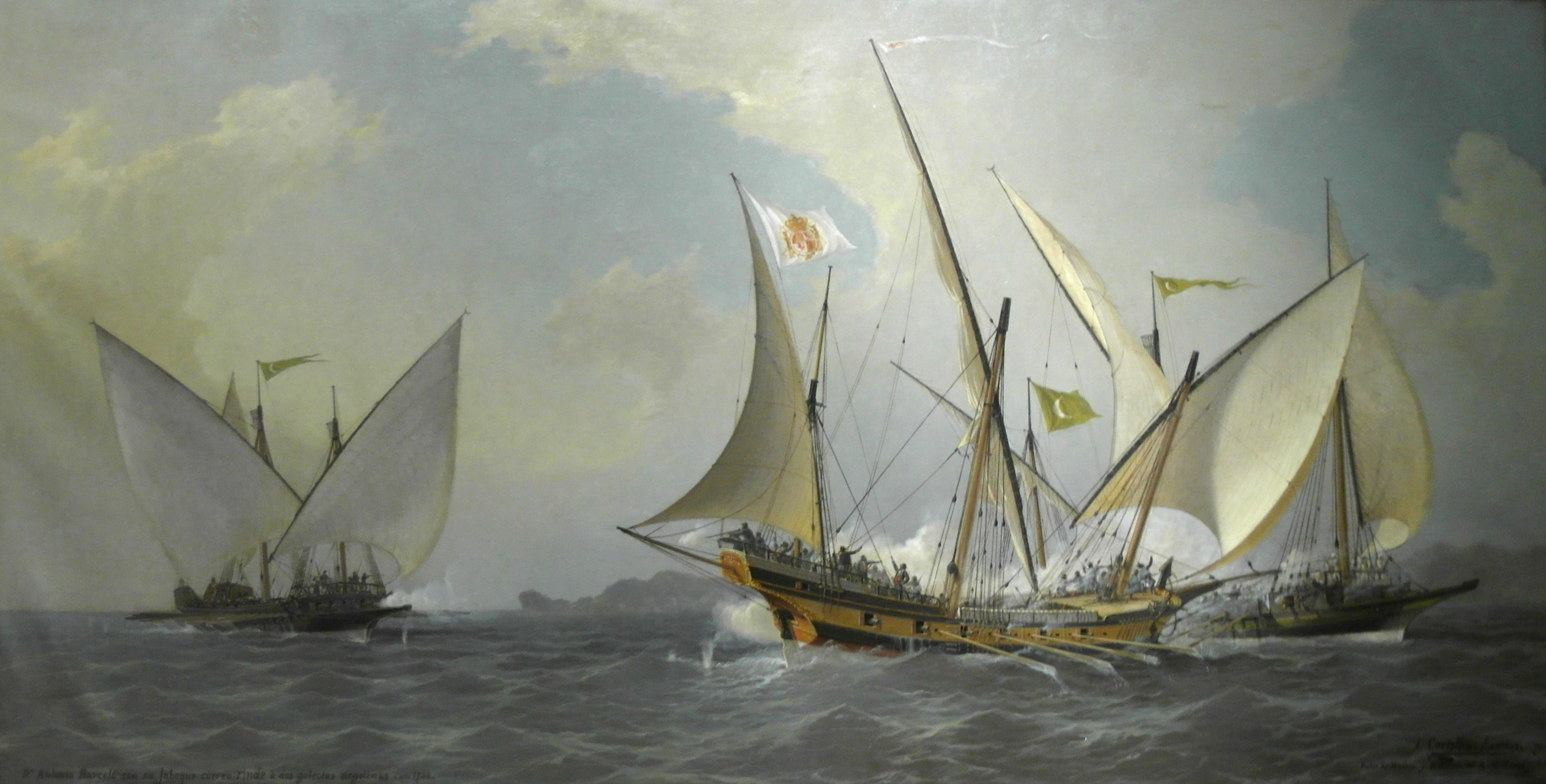
Le chébec de Dom Antoine Barcelo face à deux galiotes algériennes (1738)

Le nom de la classe est un hommage de la marine espagnole à Dom Antoine Barcelo (1716–1797), amiral originaire des Baléares qui, entre autres faits d'armes, commandait la flotte durant le blocus franco-espagnol de Gibraltar (1779-1783) dans le contexte de la Guerre d'indépendance des États-Unis.
Par ailleurs, l'amiral Barcelo patrouillait contre les pirates barbaresques à l'aide de chébecs, petits navires rapides de méditerranée.
L'écu du patrouilleur P-11 reprend les armoiries de Dom Antoine Barcelo.

## Construction
La première unité, Barcelo (P-11), est construite dans les chantiers ouest-allemands de Lürssen Werft à Brême, à l'instigation du gouvernement espagnol moyennant un cofinancement du Ministère de la Défense et du Ministère de la Marine et du Commerce (es).
Les cinq navires-jumeaux restant (P-12 à P-16) sont fabriqués par le chantier national de Bazan à San Fernando, Andalousie en Espagne.

## Missions
Outre le fait d'escorter le yacht de la famille royale (Juan Carlos I) le Fortuna depuis 1976, la mission principale de la Classe Barcelo est de contribuer à l'Action Maritime de la Marine espagnole (Acción Marítima de la Armada). Ceci inclut les tâches suivantes :
- Présence et surveillance dans les espaces de souveraineté et d'intérêt pour contribuer à la protection des intérêts maritimes nationaux.
- Collaboration avec d'autres organismes et institutions de l'État (sauvetage en mer, trafic de drogue, contrebande, immigration clandestine, terrorisme, vigilance de la pêche, désastres écologiques, etc.)
- Autres tâches spéciales liées au maintien de la légalité nationale et internationale, et qui comprennent des missions d'interception et d'insertion des Groupes des opérations spéciales (GOE).
- Participation éventuelle à des missions de Flotte, nationales ou multinationales, à des opérations de crise de faible intensité.

## Fin de service
La dernière unité de la classe, le Laya (P-12), est désarméeée le 5 février 2010, les cinq autres patrouilleurs sont progressivement retirés du service entre 2004 et 2009.

## Transfert à l'étranger
En avril 2005, le patrouilleur Javier Quiroga (P-13) est désarméé par l'Armada et vendu à la marine nationale tunisienne pour être utilisé dans la lutte anti-immigration clandestine.

## Navires-jumeaux

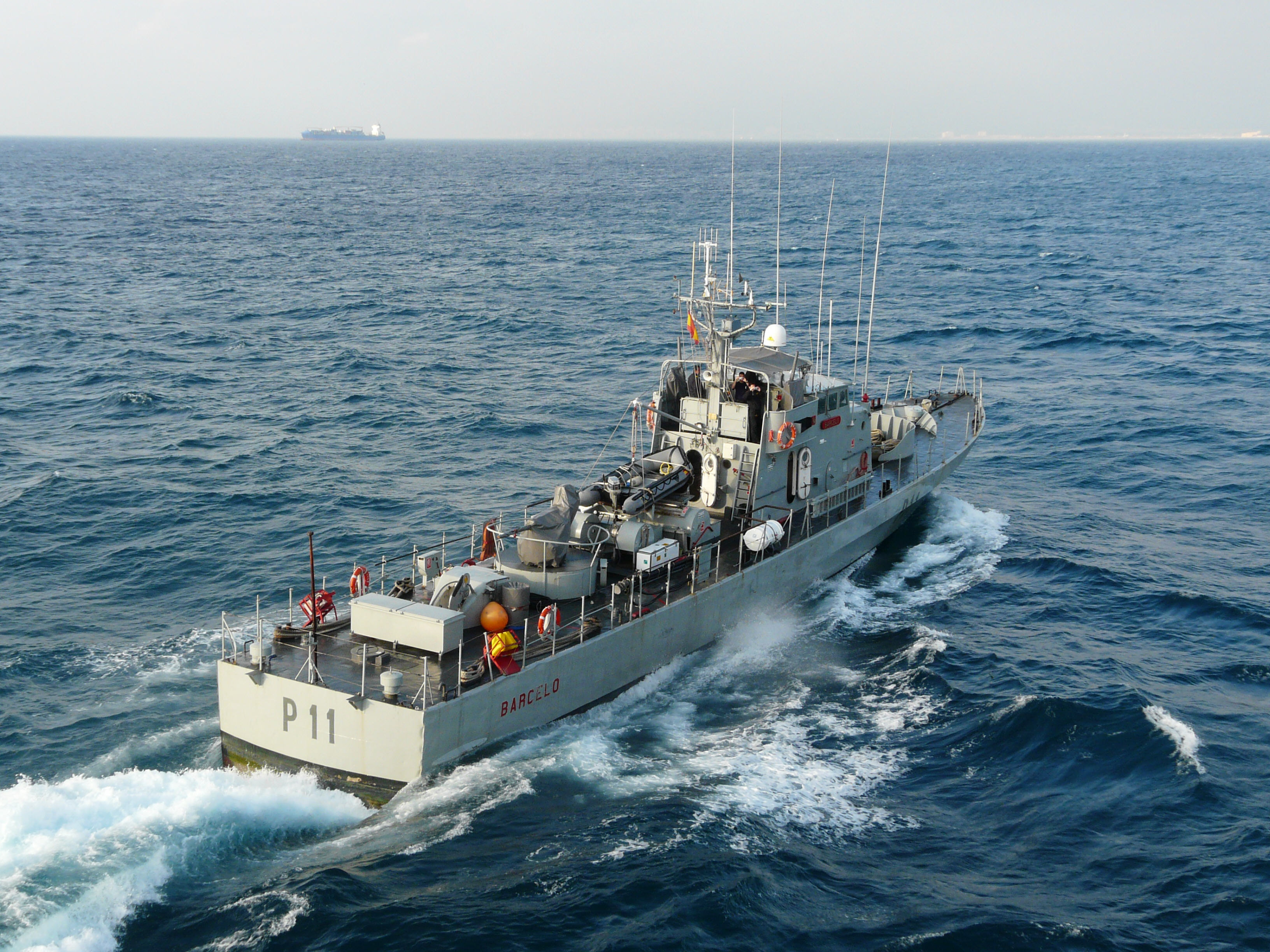
BARCELO P11 (alias Barceló)
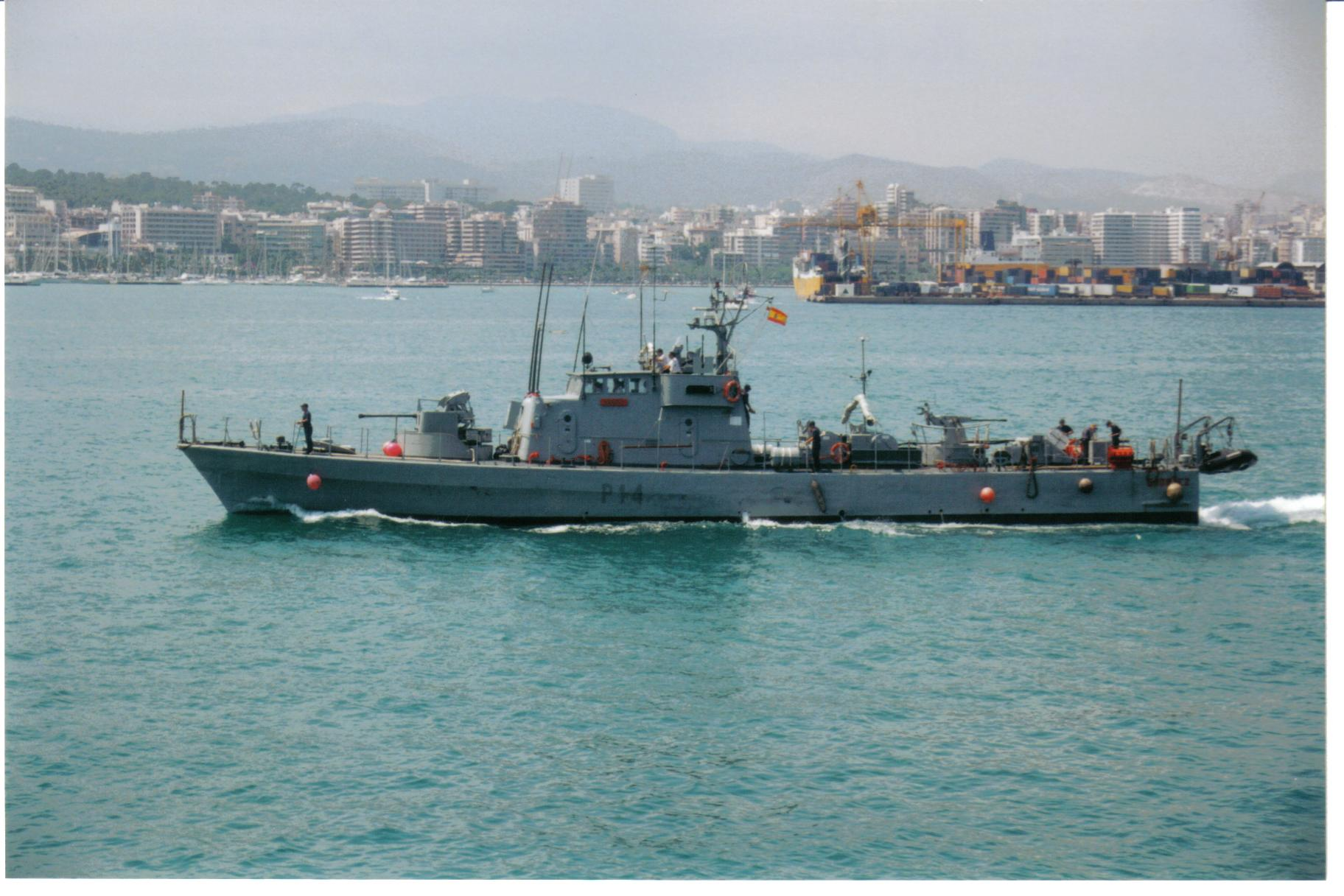
ORDONEZ P14 (alias Ordóñez)
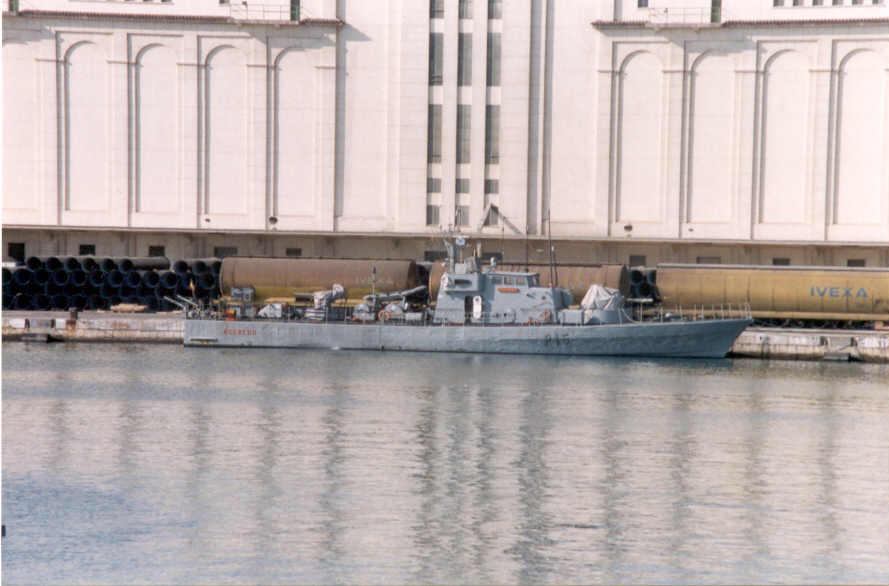
ACEVEDO P15
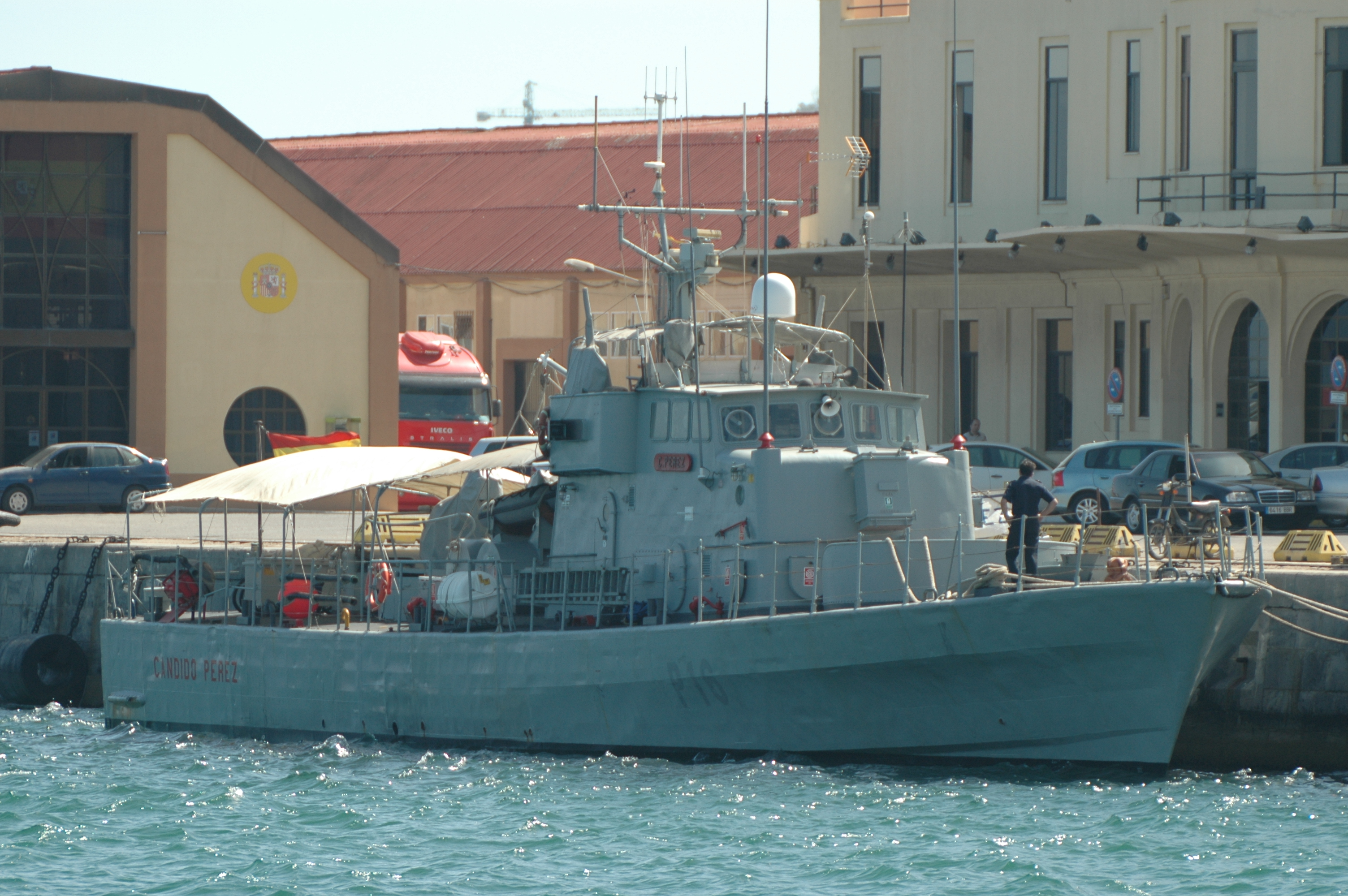
CANDIDO PEREZ P16 (alias Cándido Pérez)

| Indicatif | Nom                | Hommage                | Date de construction | Entrée en service | Retrait du service | Transfert  | Acheteur          |
| --------- | ------------------ | ---------------------- | -------------------- | ----------------- | ------------------ | ---------- | ----------------- |
| P-11      | BARCELO            | Antoine Barcelo        | 10 octobre 1975      | 26 mars 1976      | 4 décembre 2009    | -          | -                 |
| P-12      | LAYA               | Mateo de Laya          | 16 décembre 1975     | 23 décembre 1976  | 5 février 2010,    | -          | -                 |
| P-13      | JAVIER QUIROGA     | Javier Quiroga         | 16 décembre 1975     | 1er avril 1977    | 28 avril 2005      | avril 2005 | Marine tunisienne |
| P-14      | ORDONEZ (es)       | Rafael Julián Ordóñez  | 10 septembre 1976    | 7 juin 1977       | 4 septembre 2009   | -          | -                 |
| P-15      | ACEVEDO (es)       | José Fernández Acevedo | 10 septembre 1976    | 14 juillet 1977   | 15 janvier 2009    | -          | -                 |
| P-16      | CANDIDO PEREZ (es) | Cándido Pérez          | 3 mars 1977          | 25 novembre 1977  | 17 avril 2009      | -          | -                 |

## Spécifications

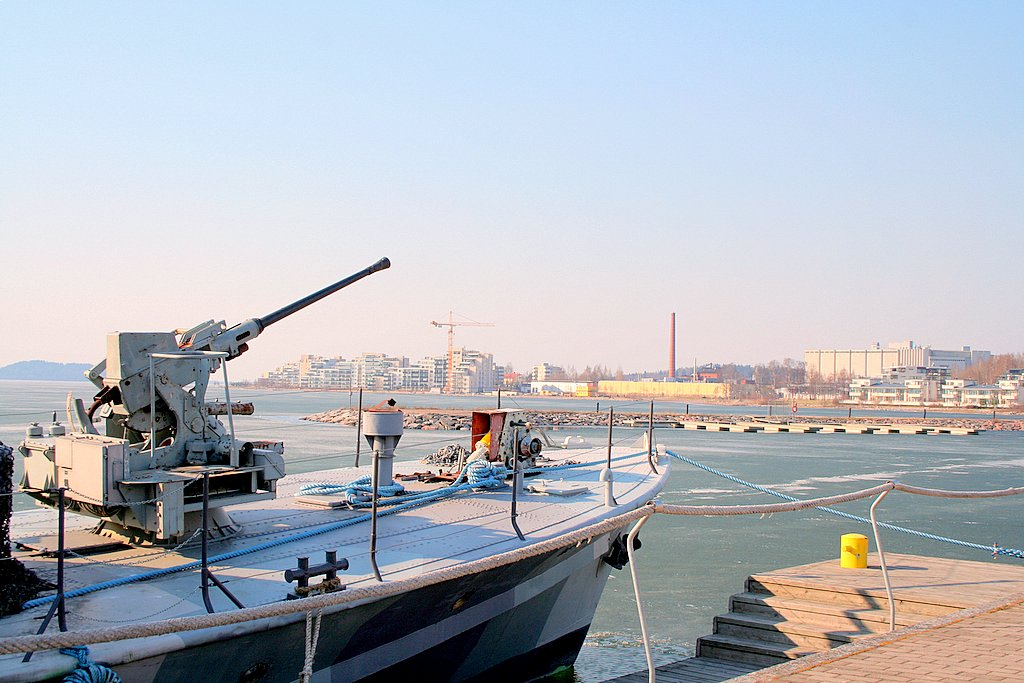
Le canon Bofors L/70 de 40 mm n'est pas disponible sur lOrdonez (P-14).

Cette classe est construite avec une coque en acier et une cabine en aluminium, sa grande vitesse et son faible tirant d'eau combinés à une artillerie puissante la rende efficace pour une action rapide dans les eaux côtières.
Les patrouilleurs disposent chacun d'un canot pneumatique Zodiac MkIII d'une capacité de six personnes. La propulsion des patrouilleurs est constituée de deux moteurs MTU-Bazan de 2800cv qui actionnent chacun un axe.